# Монблан (Місяць)

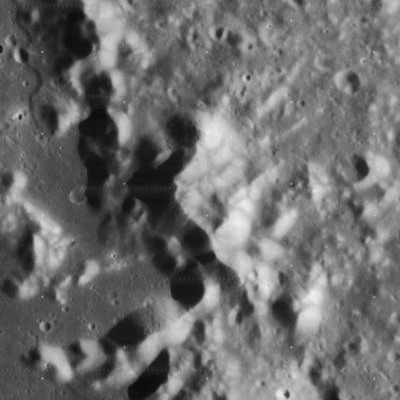
Монблан — у центрі. Мозаїка знімків апарата Lunar Orbiter 4 (1967), ширина — близько 50 км.

Монблан (Mont Blanc) — гора в місячних Альпах. Стоїть на західному краю гірської системи, біля берега Моря Дощів. Координати вершини — 45°29′ пн. ш. 0°25′ сх. д. / 45.48° пн. ш. 0.42° сх. д., ширина підніжжя — близько 20 км, висота над рівнем сусідніх ділянок Моря Дощів — 3,7–3,8 км, абсолютна висота — 1,12 км.
Назвати цю гору на честь земного Монблана запропонував німецький астроном Йоганн Шретер. 1935 року її назву затвердив Міжнародний астрономічний союз. Це єдина гора місячних Альп, що має офіційне ім'я, і єдина позаземна гора, міжнародна назва якої містить французьке слово Mont замість латинського Mons.
У літературі трапляється твердження, що місячний Монблан, як і земний, є найвищою вершиною своїх Альп. Але альтиметричні вимірювання супутника Lunar Reconnaissance Orbiter показали, що він посідає лише третє місце, поступаючись найвищій вершині на 600 метрів, а другій за висотою — на 110.